# Canariculture
Élevage de canaris

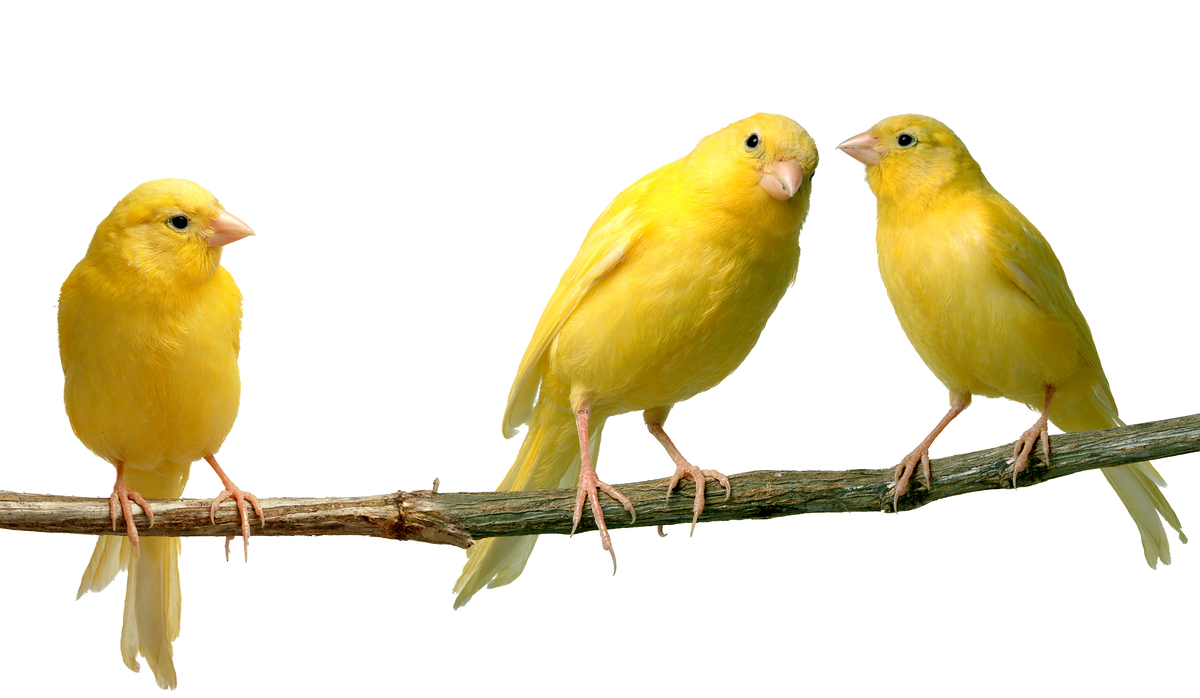
Trois canaris perchés sur une branche.

La canariculture ou élevage de canaris est l'ensemble des opérations visant à faire reproduire le canari, la version domestiquée du Serin des Canaries (Serinus canaria), au profit de l'activité humaine. Elle a pour objet principal la sélection d'oiseaux d'ornement (de) en fonction notamment de la couleur (en) du plumage ou du chant. Cet élevage se pratique surtout dans toute l'Europe.